# مطار لينفين ياودو
مطار لينفين ياودو (بالصينية: 临汾乔李机场)(إياتا: LFQ، إيكاو: ZBLF) مطار عام يقع بمدينة لينفن في شانشي في الصين. يبلغ طول المدرج 2600 م. بني المطار لأول مرة في عام 1958 وافتتح في 1 يناير 1960، ولكن توقف العمل في خريف عام 1965. بدأ البناء مرة أخرى في سبتمبر 2010 لتوسيع وإعادة فتح المطار باستثمار 446 مليون يوان، وكان من المتوقع في الأصل أن فتح في أواخر عام 2011.
افتتح مطار لينفين للحركة التجارية في 25 يناير 2016. كان المطار يُعرف سابقًا باسم مطار لينفين غيوالي (بالصينية: 临汾 乔 李 机场) حتى أبريل 2020.

## شركات الطيران والوجهات
| شركـات طيـران          | الوجهات |
| ---------------------- | --- |
| طيران الصين            | مطار بكين العاصمة الدولي، مطار ووهان الدولي                                                                                          |
| طيران الصين اكسبرس     | مطار قوييانغ لونغدونغابو الدولي، مطار اوردوس إيجين هورو                                                                              |
| خطوط جنوب الصين الجوية | مطار تشانغتشون الدولي، مطار قوانغتشو باييون الدولي                                                                                   |
| Donghai Airlines       | مطار هاربين الدولي، مطار شينزين باوان الدولي                                                                                         |
| خطوط هاينان الجوية     | مطار هايكو ميلان الدولي |
| Jiangxi Air            | مطار هوهوت بايتا الدولي، مطار نانتشانغ تشانغبى الدولي                                                                                |
| خطوط جونياو الجوية     | مطار هانغتشو شياوشان الدولي، مطار نانجينغ الدولي، مطار شانغهاي بودنغ الدولي                                                          |
| خطوط طيران أوكاي       | مطار تشانغشا هوانغوا الدولي، مطار تيانجين الدولي                                                                                     |
| Qingdao Airlines       | مطار تشونغتشينغ جيانغبى الدولي، مطار غينغادو جياودونغ الدولي، مطار شنيانغ الدولي، مطار شينينغ الدولي                                 |
| خطوط شاندونغ الجوية    | مطار حيفي شينكياو الدولي، مطار شيامن قاوتشي الدولي                                                                                   |
| خطوط سيتشوان الجوية    | مطار تشانغتشون الدولي، مطار جينغديو الجديد، مطار داليان الدولي، مطار كونمينغ جانغشوي الدولي، مطار نانينغ الدولي، مطار تيانجين الدولي |
| خطوط تيانجين الجوية    | مطار تشانغشا هوانغوا الدولي، مطار داليان الدولي                                                                                      |

## وصلات خارجية
- http://www.flightstats.com/go/Airport/airportDetails.do?airportCode=